# Čičava
Čičava este o comună slovacă, aflată în districtul Vranov nad Topľou din regiunea Prešov. Localitatea se află la altitudinea de 155 m deasupra n.m., se întinde pe o suprafață de 5,29 km2 și în 2017 număra 1.311 locuitori.

## Istoric
Localitatea Čičava este atestată documentar din 1270.

## Demografie
| An:                | 1994 | 2004    | 2014    | 2024    |
| ------------------ | ---- | ------- | ------- | ------- |
| Număr de persoane: | 719  | 979     | 1238    | 1379    |
| Diferență:         |      | +36,16% | +26,45% | +11,38% |

| An:                | 2023 | 2024   |
| ------------------ | ---- | ------ |
| Număr de persoane: | 1347 | 1379   |
| Diferență:         |      | +2,37% |